# Las Graissas
Las Graissas (en francès Lasgraisses) és un municipi francès situat al departament del Tarn i a la regió d'Occitània.

## Demografia
| 1962                                       | 1968 | 1975 | 1982 | 1990 | 1999 | 2006 |
| ------------------------------------------ | ---- | ---- | ---- | ---- | ---- | ---- |
| 351                                        | 356  | 318  | 316  | 314  | 323  | 335  |
| Des de 1962: població sense dobles comptes |      |      |      |      |      |      |

## Administració
| Període   | Identitat        | Partit |
| --------- | ---------------- | ------ |
| 1965-1983 | René Alquier     | MRG    |
| 1984-2001 | Christian Blanc  |        |
| 2001-     | Jacques Cartiaux | PS     |